# أحمد بن التريكي
أحمد بن التريكي أو بن زنقلي (أي:«ابن الأثرياء») (1650–1750) هو شاعر جزائري من مدينة تلمسان في إيالة الجزائر. توفي حوالي عام 1750 في وجدة.

## سيرة شخصية
ولد أحمد بن التريكي في تلمسان بالجزائر العثمانية عام 1650 لأب تركي، وأم عربية. ينتمي إلى الكراغلة، التي كانت منتشرة في تلمسان. بدأ كتابة الشعر في سن مبكرة، وكان معلمه الشاعر سعيد المندسي.
طرد بن التريكي من مدينة تلمسان، بناءً على طلب بعض آباء عائلات الكراغلة. ذهب إلى المنفى في منطقة بني يزناسن. كتب العديد من قصائده خلال فترة المنفى هذه للتعبير عن الانفصال المؤلم عن وطنه.

## شعر
واحدة من أبرز قصائده «ألمي يدوم» كتبت في المغرب عام 1652، بعد أن طردت السلطات العثمانية بن التريكي من تلمسان. كتب العديد من قصائده خلال فترة النفي هذه، يعبر عن انفصاله المؤلم عن وطنه.
عند عودته إلى الجزائر، قام بتأليف مدح للنبي محمد. ومع ذلك، فإن قصيدته «أحترقت إلى أعماق روحي!»، هي قصيدة دينية، كانت قصيدة مبتكرة تمدح الكعبة المشرفة في مكة. نقل بن التريكي أدوات الغزال الصوفية المطبقة أصلاً على محبة الله أو «المحبوبين» إلى وصف السمات المادية للمكان.
أدت قصائد بن التريكي المشهورة إلى إشادة معاصره محمد بن مسايب بالشاعر فقال: «بن التريكي عبقري ممتاز، لكن هذا العبقري اختار منزله بشكل سيئ» في إشارة إلى أصوله التركية.
بن التريكي هو أحد الأسماء الكبيرة في الشعر التلمساني الشهير الحوزي.
يوصف بأنه «نشيد الربيع والحب». مثل غيرها من شعراء الملحون المشهورين مثل بومدين بنسهلا ومحمد بن مسايب، هي مصدر معلومات عن عادات العصر وحالة العقليات وتطور اللغة.